# Mistrzostwa Świata w Biegu na Orientację 2010

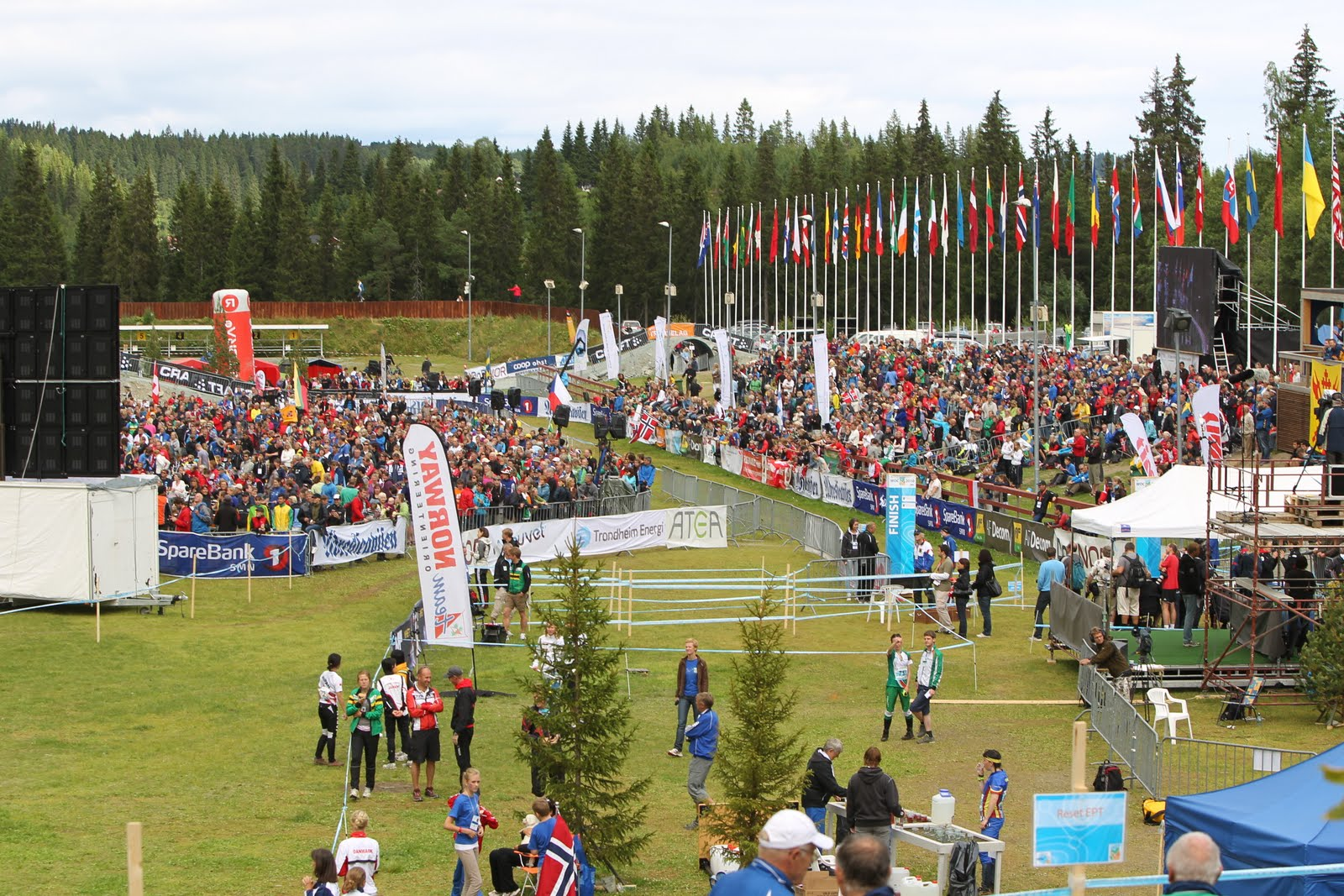
Centrum zawodów wraz z publicznością podczas sztafet

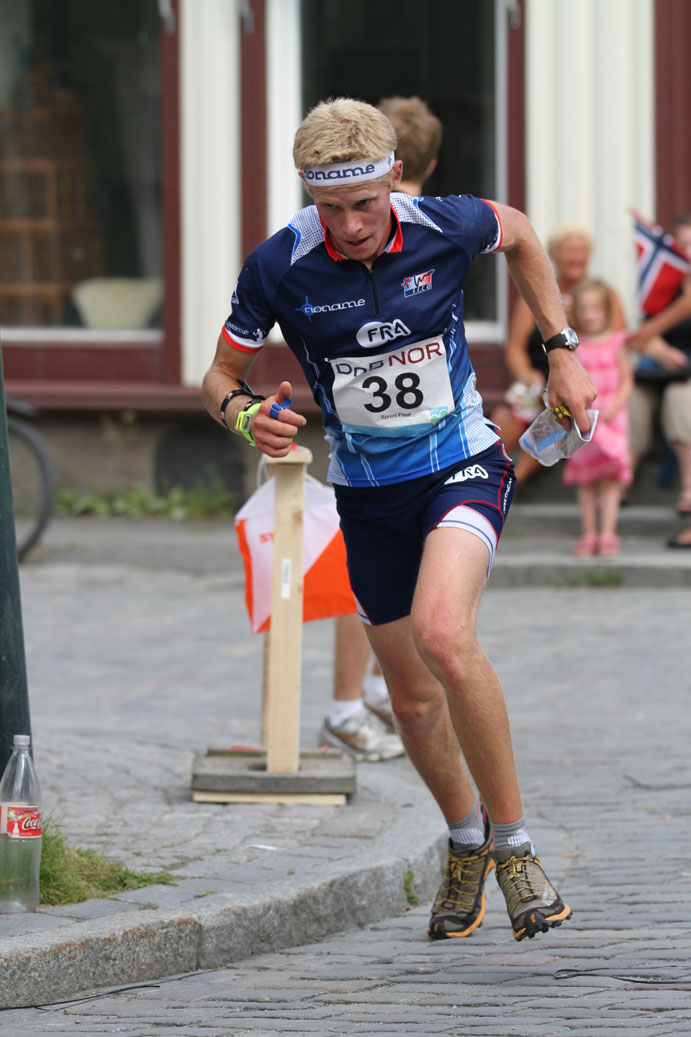
Frédéric Tranchand – brązowy medalista w sprincie

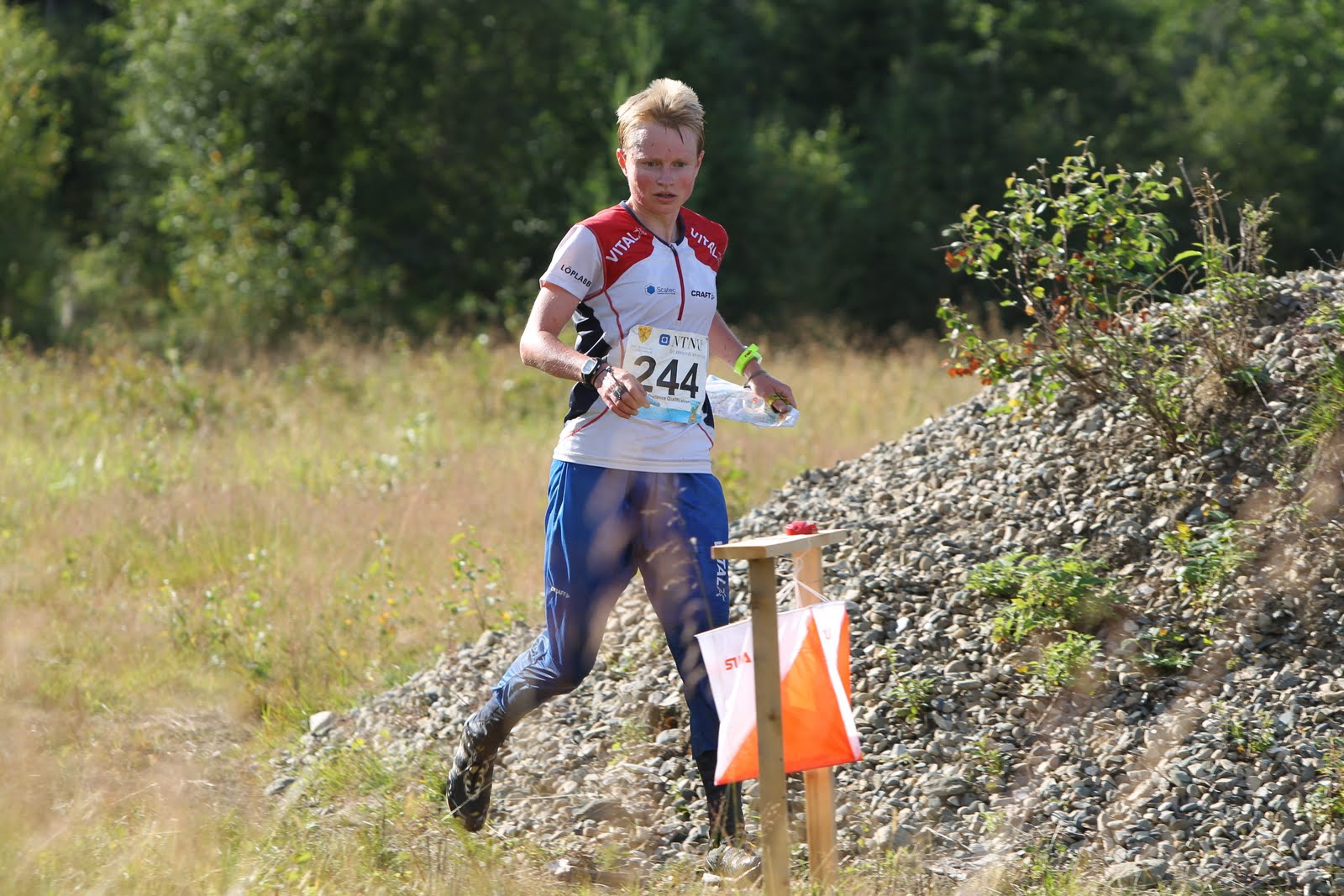
Marianne Andersen podczas kwalifikacji w biegu długim

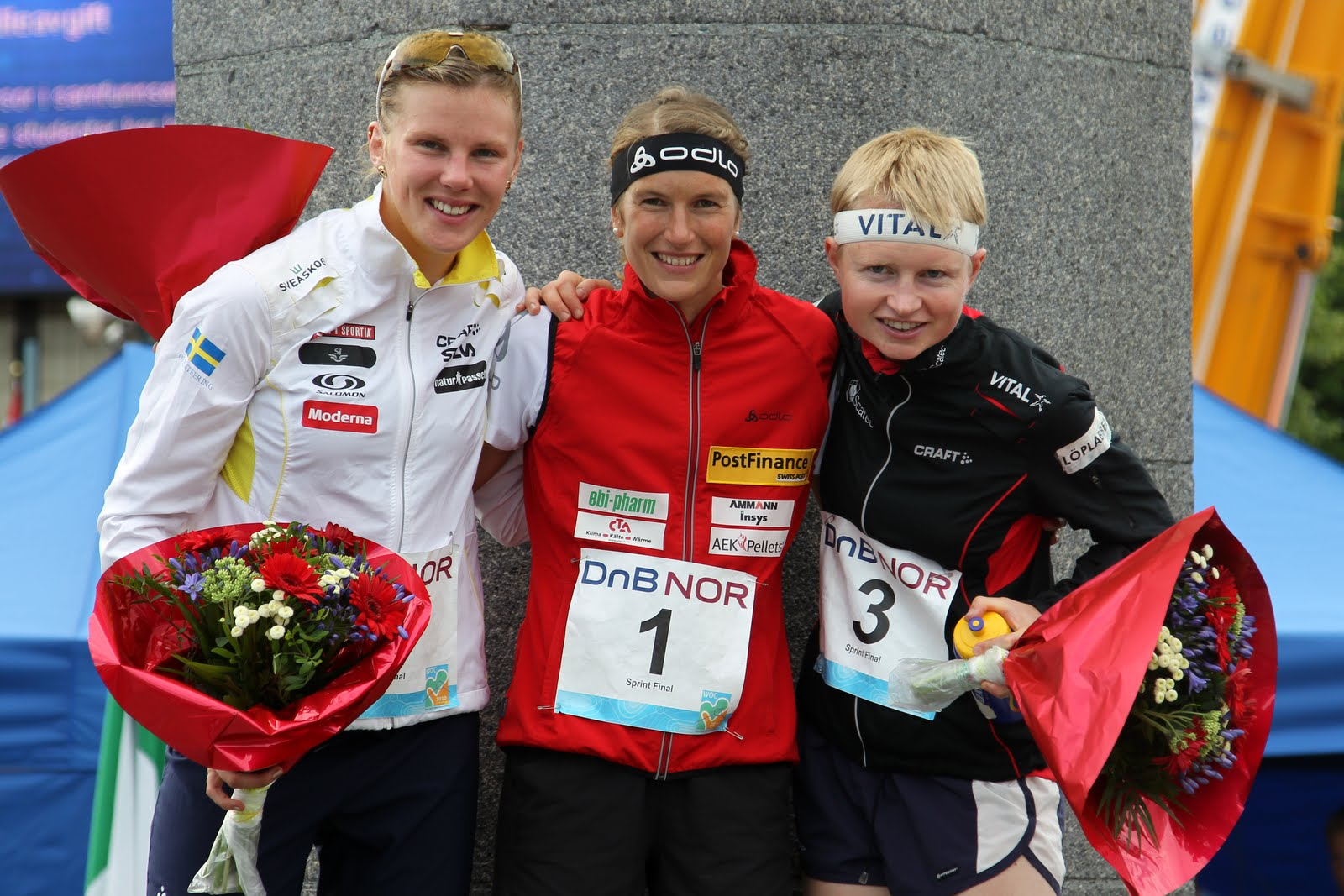
Helena Jansson, Simone Niggli-Luder oraz Marianne Andersen – triumfatorki w konkurencji sprint

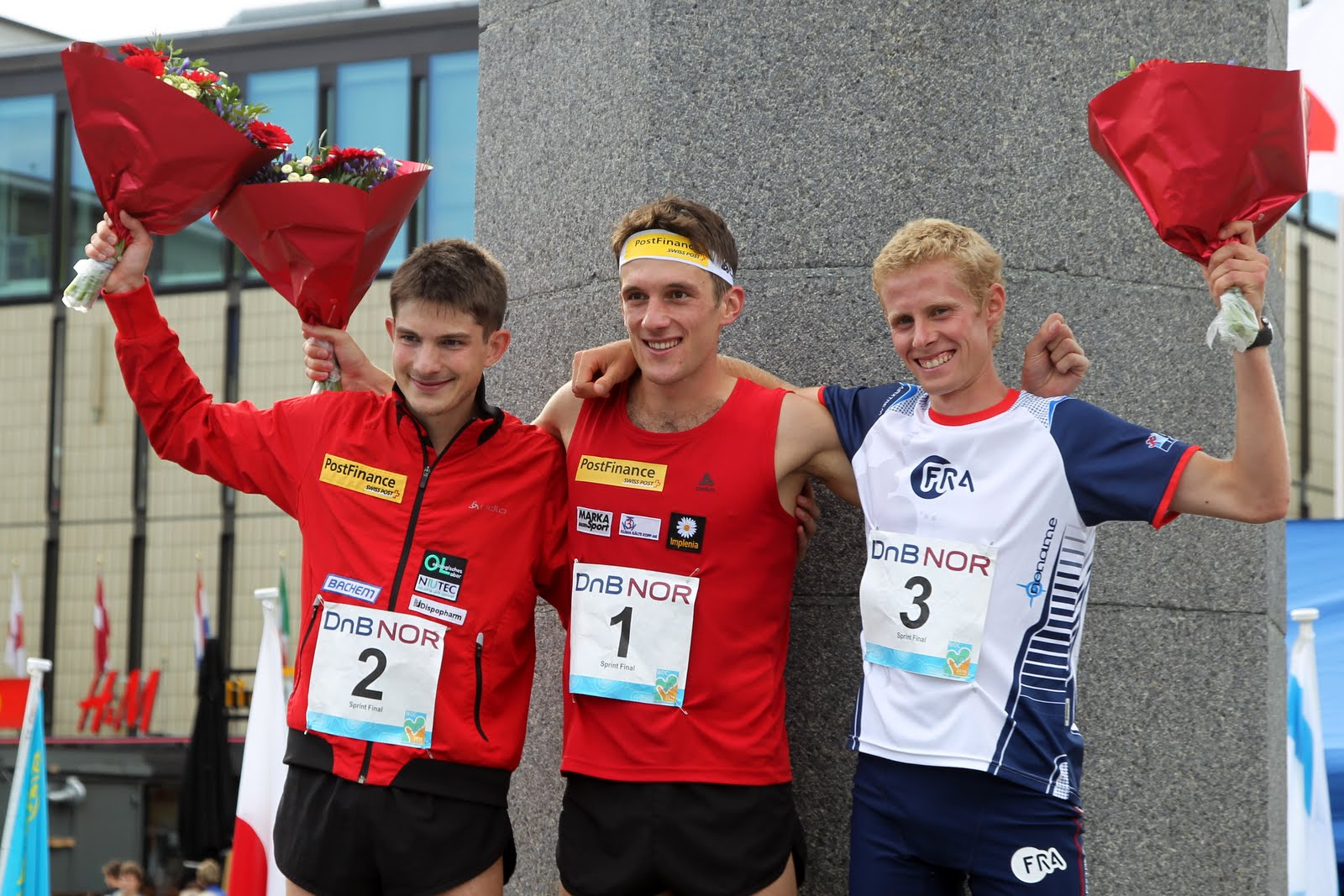
Fabian Hertner, Matthias Müller oraz Frédéric Tranchand – triumfatorzy w konkurencji sprint

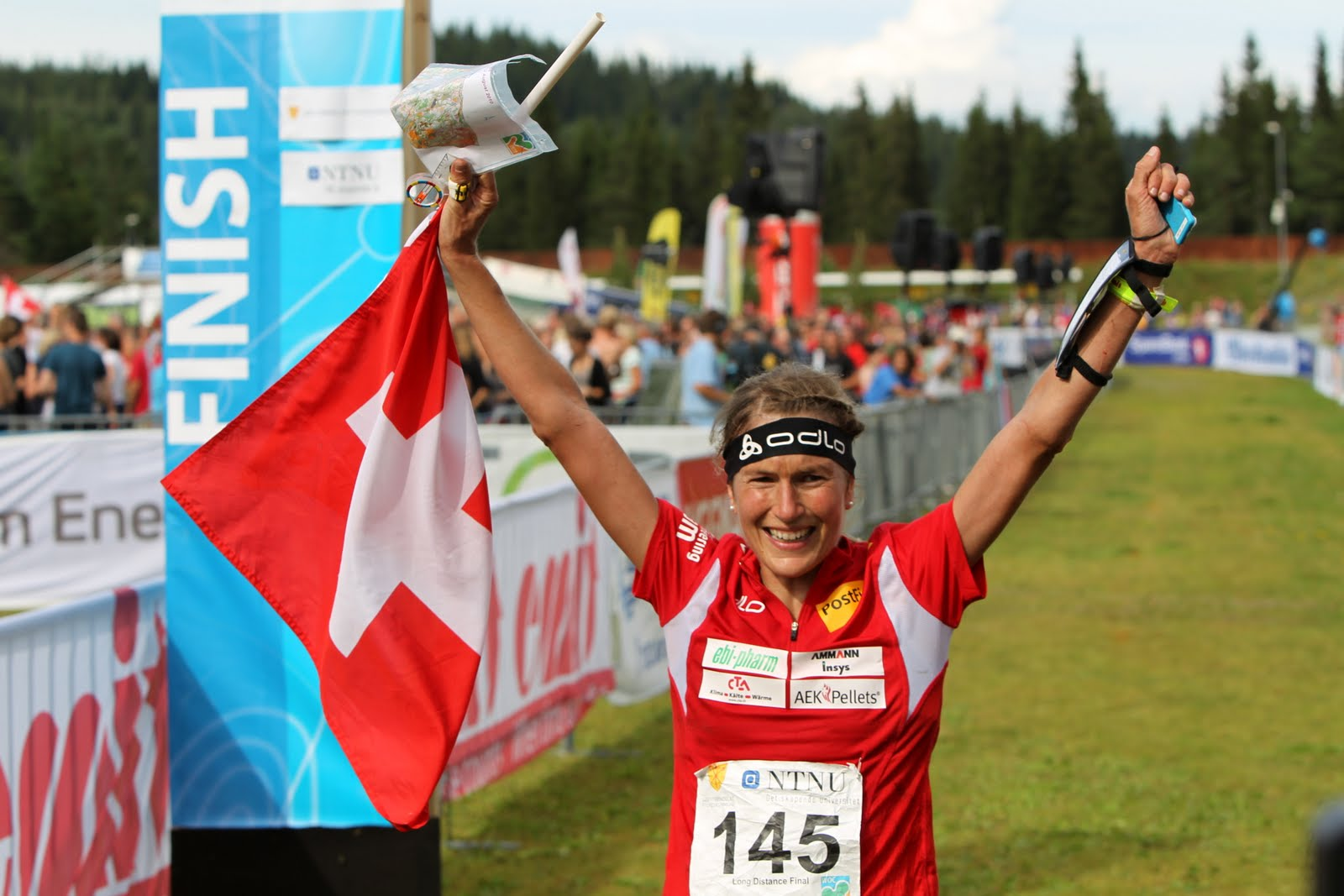
Simone Niggli-Luder ciesząca się ze zwycięstwa na długim dystansie

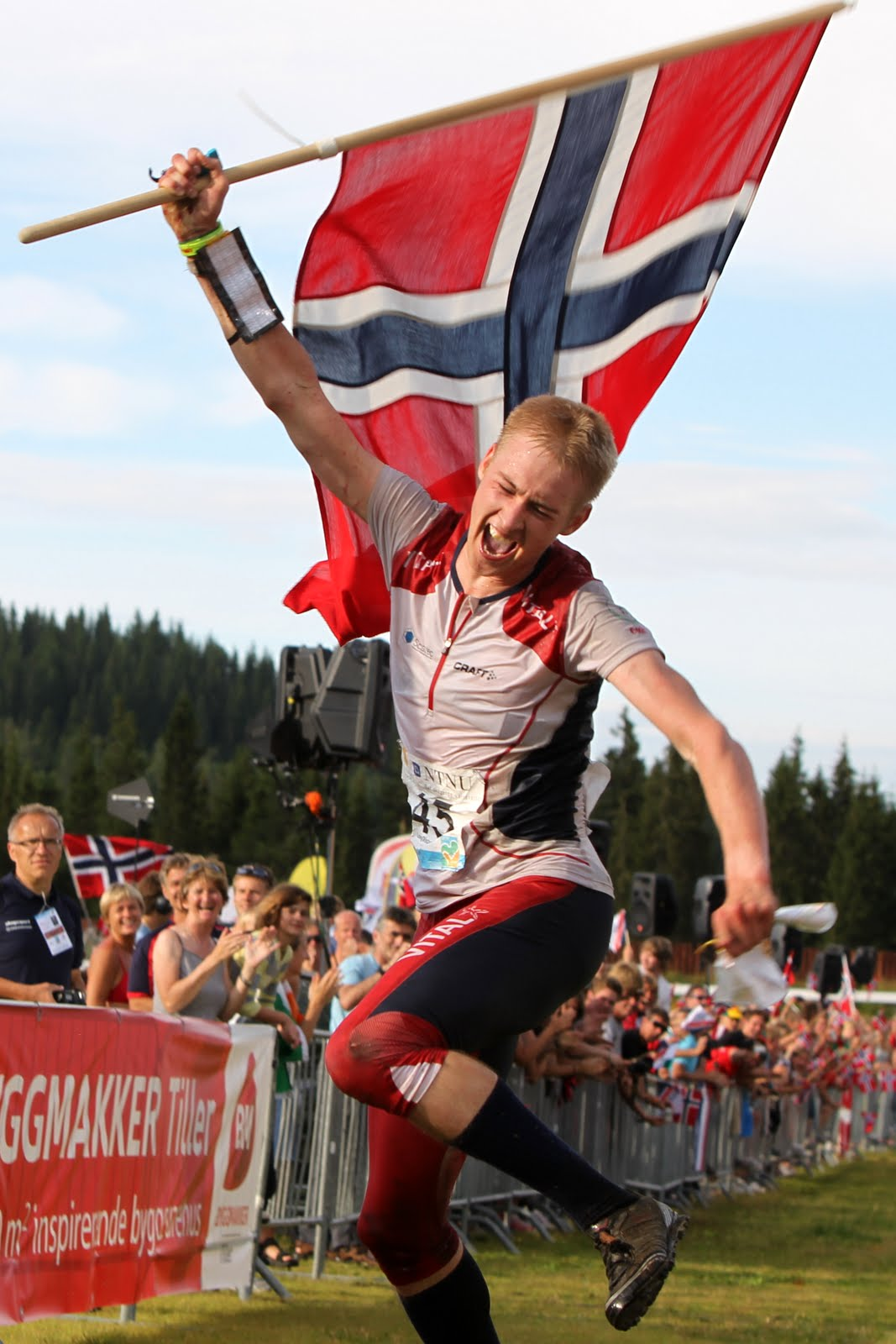
Olav Lundanes cieszący się ze zwycięstwa na długim dystansie

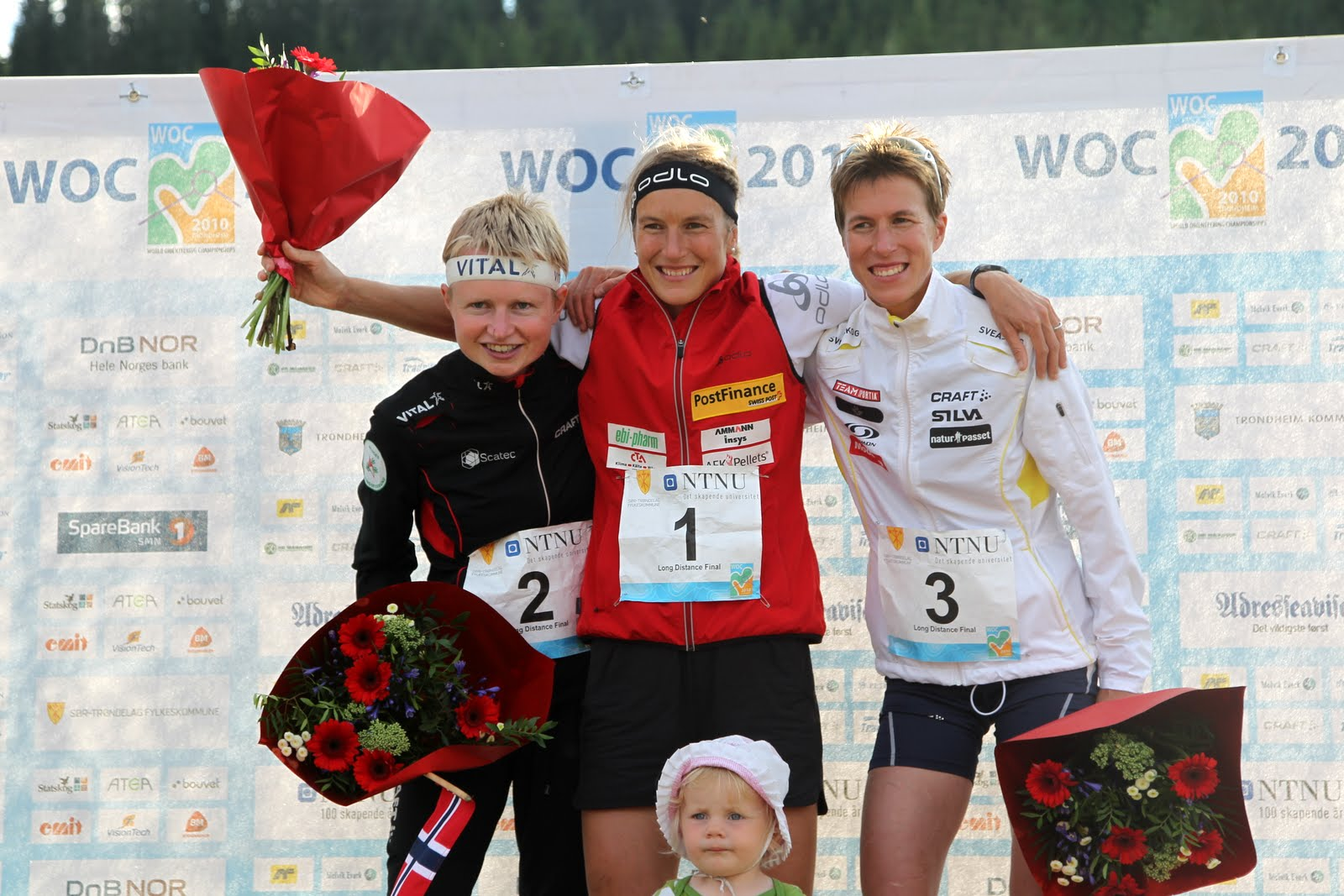
Marianne Andersen, Simone Niggli-Luder oraz Emma Claesson – zwyciężczynie długiego dystansu

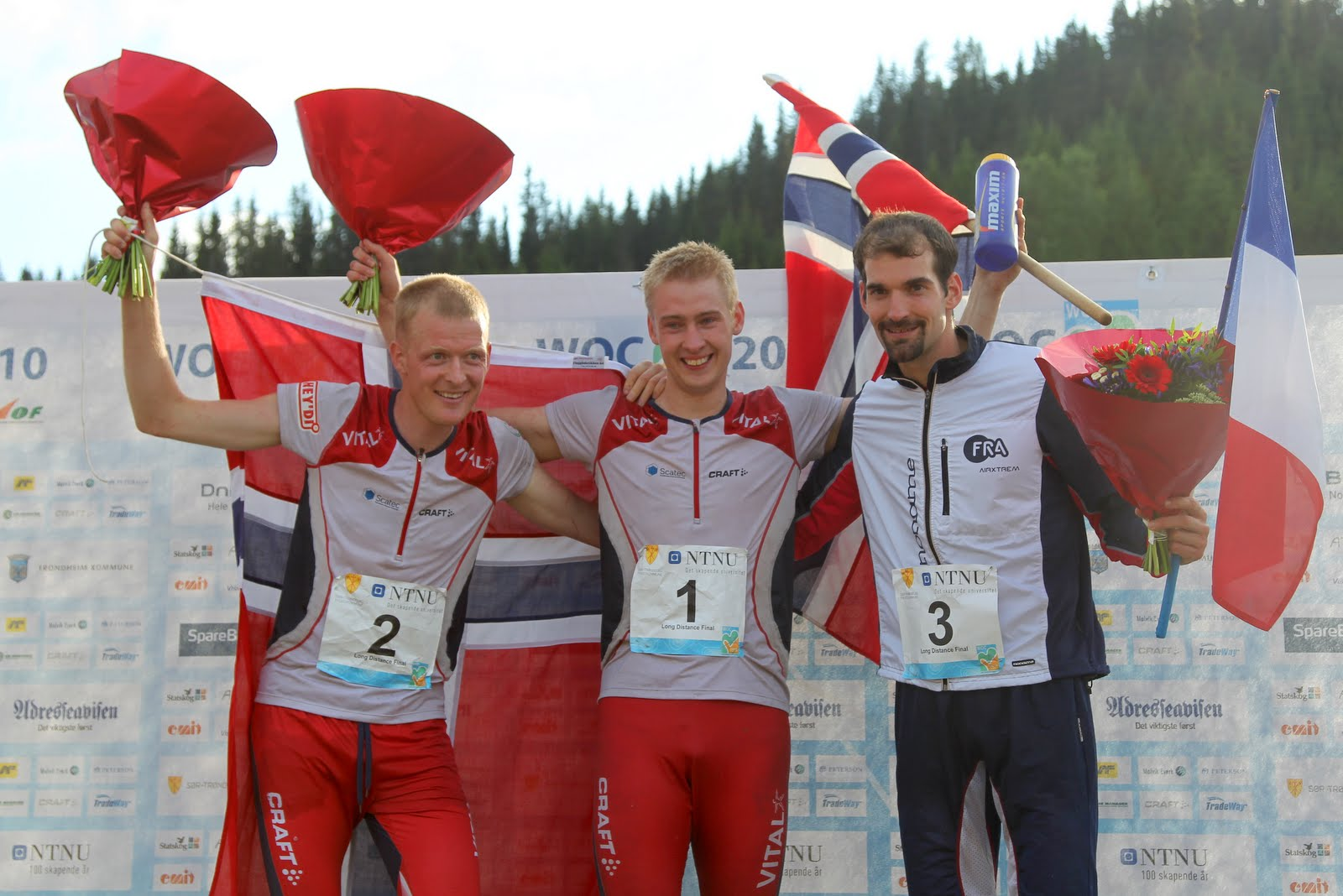
Anders Nordberg, Olav Lundanes oraz Thierry Gueorgiou – zwycięzcy długiego dystansu

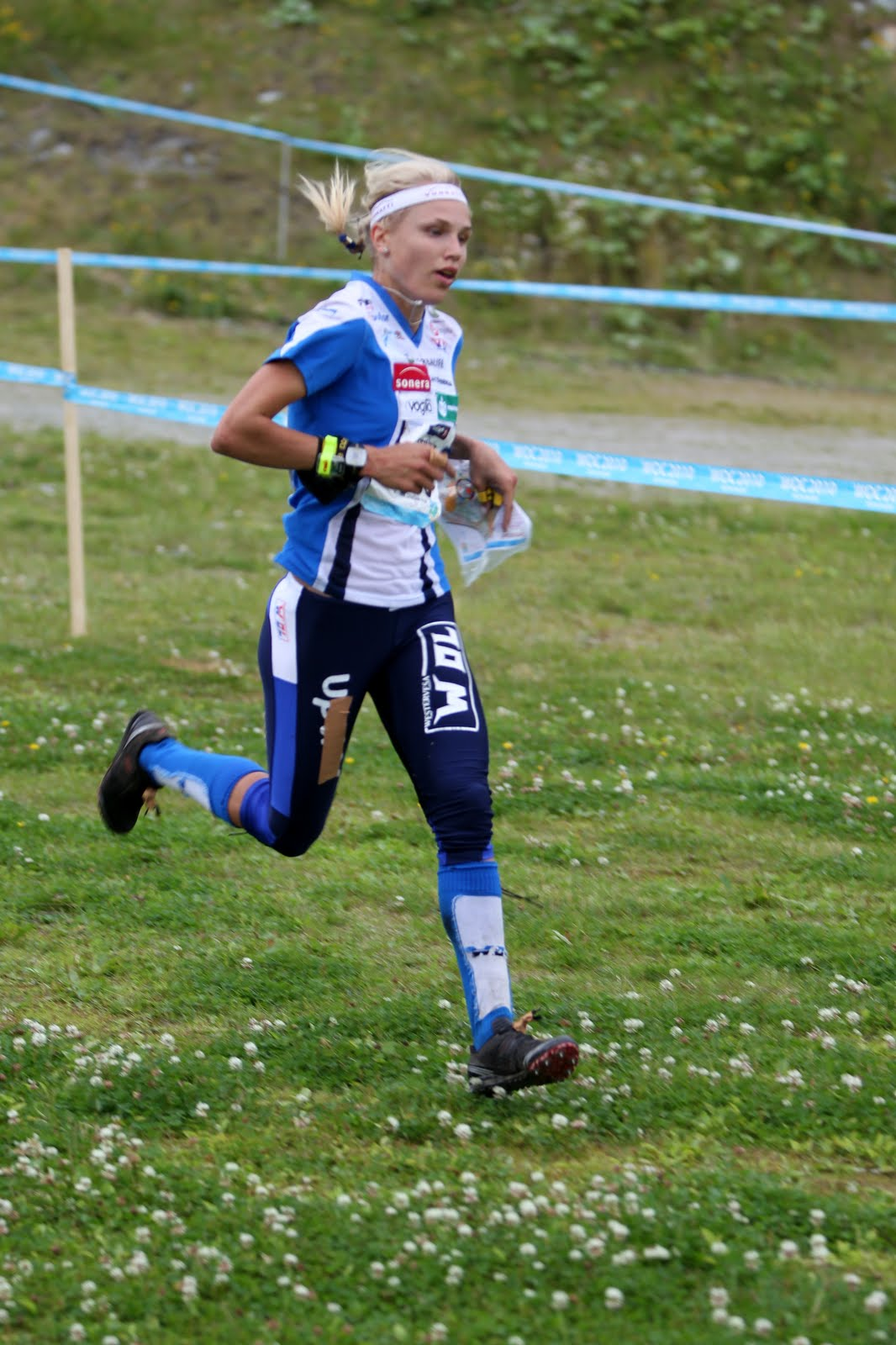
Minna Kauppi – mistrzyni świata w biegu na dystansie średnim

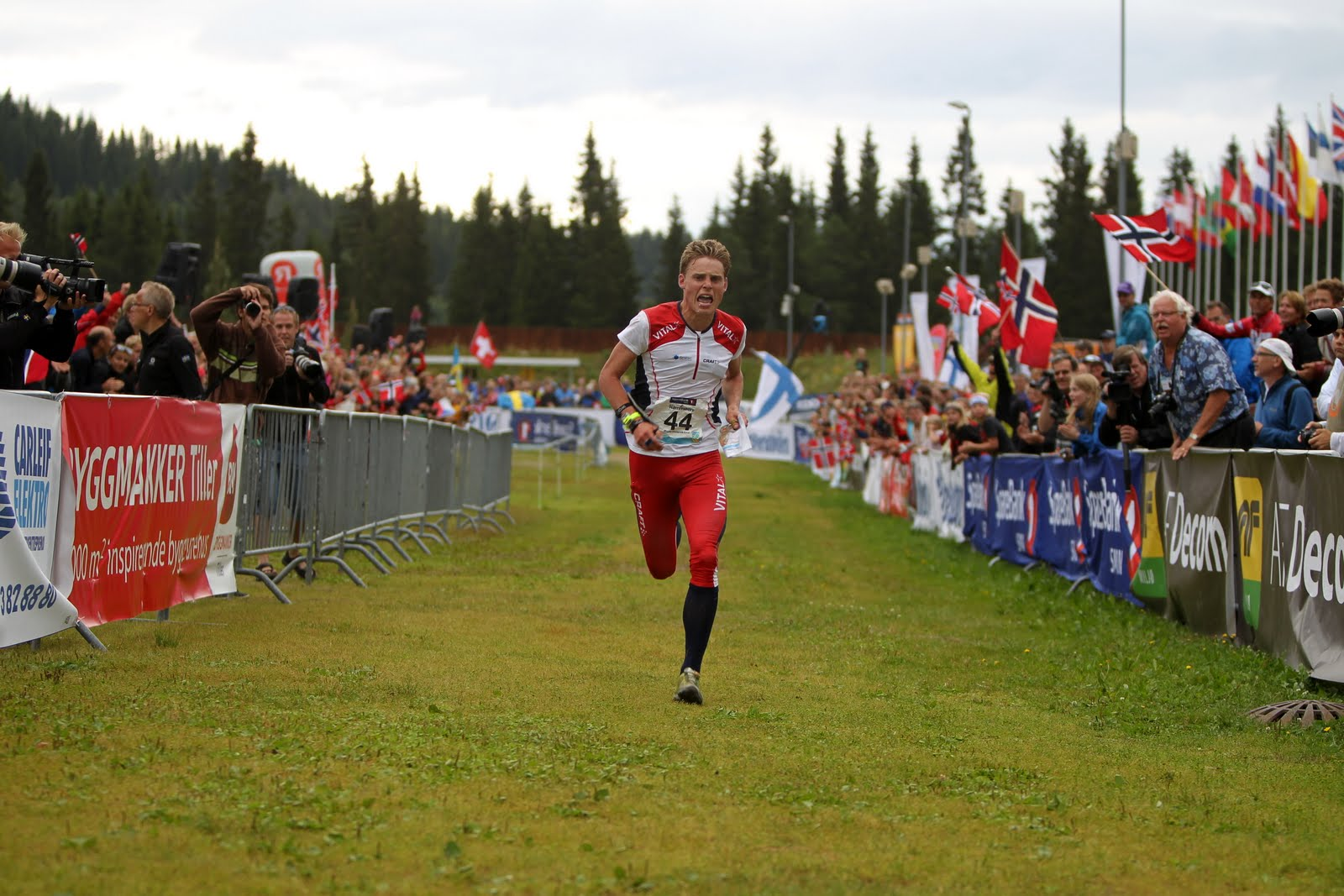
Carl Waaler Kaas dobiegający po złoty medal w biegu na dystansie średnim

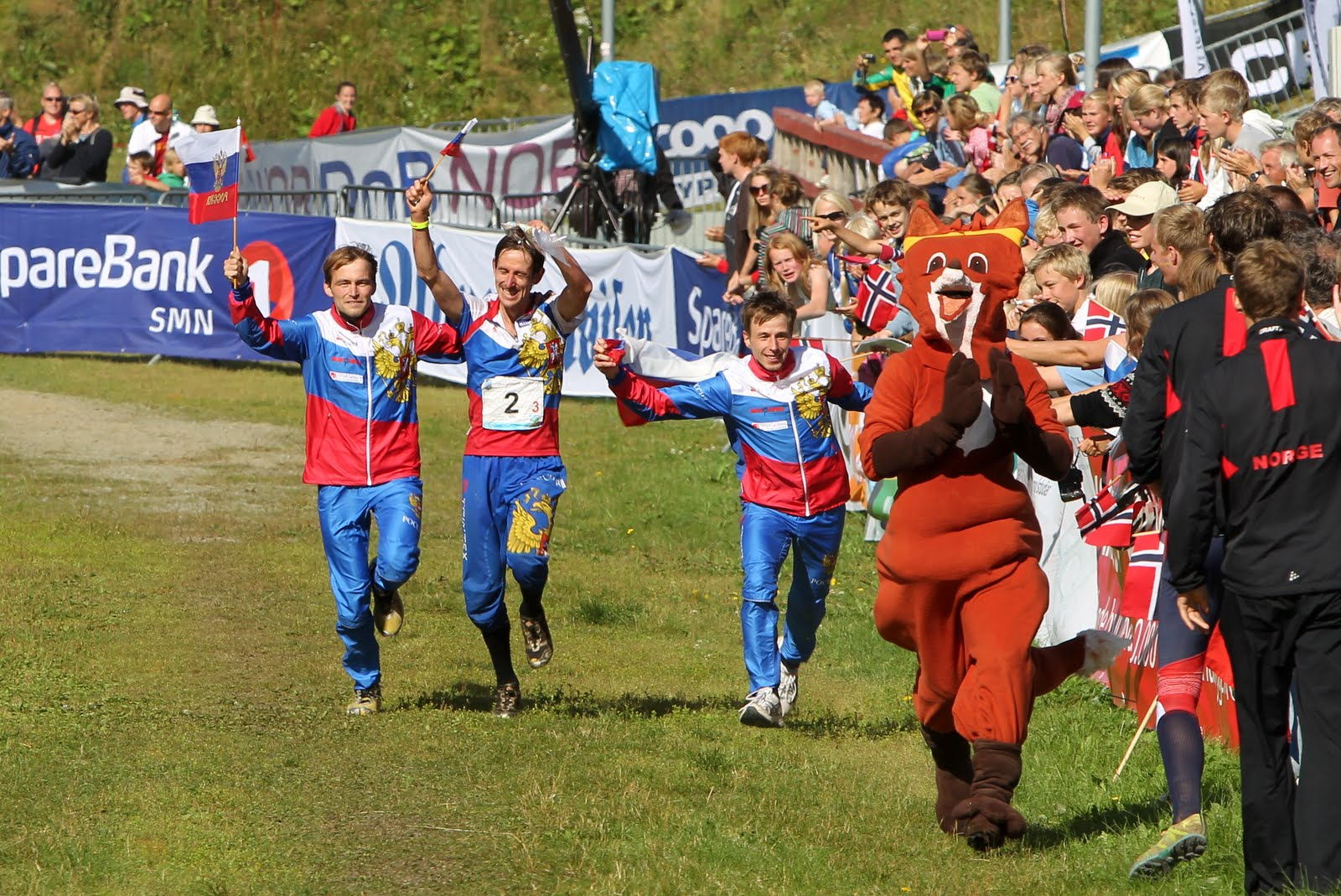
Rosyjska sztafeta w składzie Andrey Khramov, Valentin Novikov, Dmitry Tsvetkov dobiegająca na metę na pierwszym miejscu

Mistrzostwa Świata w Biegu na Orientację 2010 – zostały rozegrane w dniach 8-15 sierpnia 2010 w okolicach Trondheim (Norwegia).

## Program zawodów
| Dzień       | Konkurencja                   | Miejsce                          |
| ----------- | ----------------------------- | -------------------------------- |
| 8 sierpnia  | sprint – kwalifikacje         | Trondheim – Sverresborg          |
| 8 sierpnia  | sprint – finał                | Trondheim – centrum              |
| 9 sierpnia  | średni dystans – kwalifikacje | Jervskogen – centrum narciarskie |
| 10 sierpnia | długi dystans – kwalifikacje  | Jervskogen – centrum narciarskie |
| 12 sierpnia | długi dystans – finał         | Leinstrandmarka (Granåsen)       |
| 14 sierpnia | średni dystans – finał        | Leinstrandmarka (Granåsen)       |
| 15 sierpnia | sztafety                      | Leinstrandmarka (Granåsen)       |

## Wyniki

### Kobiety

#### Sprint
| Sprint                                                               | Sprint     | Sprint              | Sprint  |
| -------------------------------------------------------------------- | ---------- | ------------------- | ------- |
| Parametry trasy: 2,6 km, 21 punktów kontrolnych, 75 m przewyższenia. |            |                     |         |
| Miejsce                                                              | Kraj       | Imię i nazwisko     | Czas    |
| 1                                                                    | Szwajcaria | Simone Niggli-Luder | 16:06,2 |
| 2                                                                    | Szwecja    | Helena Jansson      | 16:06,9 |
| 3                                                                    | Norwegia   | Marianne Andersen   | 16:12,1 |

#### Długi dystans
| Długi dystans                                                         | Długi dystans | Długi dystans       | Długi dystans |
| --------------------------------------------------------------------- | ------------- | ------------------- | ------------- |
| Parametry trasy: 9,9 km, 23 punktów kontrolnych, 530 m przewyższenia. |               |                     |               |
| Miejsce                                                               | Kraj          | Imię i nazwisko     | Czas          |
| 1                                                                     | Szwajcaria    | Simone Niggli-Luder | 1:12:49       |
| 2                                                                     | Norwegia      | Marianne Andersen   | 1:15:02       |
| 3                                                                     | Szwecja       | Emma Claesson       | 1:15:07       |

#### Średni dystans
| Średni dystans                                                        | Średni dystans | Średni dystans      | Średni dystans |
| --------------------------------------------------------------------- | -------------- | ------------------- | -------------- |
| Parametry trasy: 4,5 km, 17 punktów kontrolnych, 190 m przewyższenia. |                |                     |                |
| Miejsce                                                               | Kraj           | Imię i nazwisko     | Czas           |
| 1                                                                     | Finlandia      | Minna Kauppi        | 30:01          |
| 2                                                                     | Szwajcaria     | Simone Niggli-Luder | 30:21          |
| 3                                                                     | Norwegia       | Marianne Andersen   | 30:57          |

#### Sztafety
| Sztafety | Sztafety  | Sztafety                                                                         | Sztafety |
| --- | --------- | -------------------------------------------------------------------------------- | -------- |
| I zmiana: 4,7 km, 12 punktów kontrolnych, 195–210 m przewyższenia; II zmiana: 6,3 km, 21 punktów kontrolnych, 305–330 m przewyższenia; III zmiana: 6,3 km, 22 punktów kontrolnych, 330–350 m przewyższenia. |           |                                                                                  |          |
| Miejsce | Kraj      | Imię i nazwisko                                                                  | Czas     |
| 1 | Finlandia | 1. Anni-Maija Fincke 33:12 2. Merja Rantanen 43:05 3. Minna Kauppi 42:47         | 1:59:04  |
| 2 | Norwegia  | 1. Elise Egseth 31:31 2. Anne Margrethe Hausken 46:48 3. Marianne Andersen 40:56 | 1:59:15  |
| 3 | Szwecja   | 1. Annika Billstam 33:10 2. Emma Claesson 42:15 3. Helena Jansson 44:54          | 2:00:19  |

### Mężczyźni

#### Sprint
| Sprint                                                                | Sprint     | Sprint             | Sprint  |
| --------------------------------------------------------------------- | ---------- | ------------------ | ------- |
| Parametry trasy: 2,7 km, 21 punktów kontrolnych, 100 m przewyższenia. |            |                    |         |
| Miejsce                                                               | Kraj       | Imię i nazwisko    | Czas    |
| 1                                                                     | Szwajcaria | Matthias Müller    | 16:10,9 |
| 2                                                                     | Szwajcaria | Fabian Hertner     | 16:13,2 |
| 3                                                                     | Francja    | Frédéric Tranchand | 16:13,3 |

#### Długi dystans
| Długi dystans                                                          | Długi dystans | Długi dystans     | Długi dystans |
| ---------------------------------------------------------------------- | ------------- | ----------------- | ------------- |
| Parametry trasy: 15,1 km, 29 punktów kontrolnych, 770 m przewyższenia. |               |                   |               |
| Miejsce                                                                | Kraj          | Imię i nazwisko   | Czas          |
| 1                                                                      | Norwegia      | Olav Lundanes     | 1:32:41       |
| 2                                                                      | Norwegia      | Anders Nordberg   | 1:33:21       |
| 3                                                                      | Francja       | Thierry Gueorgiou | 1:36:21       |

#### Średni dystans
| Średni dystans                                                        | Średni dystans | Średni dystans    | Średni dystans |
| --------------------------------------------------------------------- | -------------- | ----------------- | -------------- |
| Parametry trasy: 5,4 km, 20 punktów kontrolnych, 240 m przewyższenia. |                |                   |                |
| Miejsce                                                               | Kraj           | Imię i nazwisko   | Czas           |
| 1                                                                     | Norwegia       | Carl Waaler Kaas  | 30:33          |
| 2                                                                     | Szwecja        | Peter Öberg       | 30:40          |
| 3                                                                     | Francja        | Thierry Gueorgiou | 31:12          |
| 3                                                                     | Szwajcaria     | Daniel Hubmann    | 31:12          |

#### Sztafety
| Sztafety | Sztafety   | Sztafety                                                                   | Sztafety |
| --- | ---------- | -------------------------------------------------------------------------- | -------- |
| I zmiana: 5,4 km, 13–14 punktów kontrolnych, 215–235 m przewyższenia; II zmiana: 9,0 km, 26–27 punktów kontrolnych, 435–455 m przewyższenia; III zmiana: 9,0 km, 26–27 punktów kontrolnych, 435–455 m przewyższenia. |            |                                                                            |          |
| Miejsce | Kraj       | Imię i nazwisko                                                            | Czas     |
| 1 | Rosja      | 1. Andrey Khramov 29:00 2. Dmitry Tsvetkov 51:36 3. Valentin Novikov 49:15 | 2:09:51  |
| 2 | Norwegia   | 1. Carl Waaler Kaas 29:08 2. Audun Weltzien 51:42 3. Olav Lundanes 49:44   | 2:10:34  |
| 3 | Szwajcaria | 1. Daniel Hubmann 29:11 2. Matthias Müller 51:30 3. Matthias Merz 50:22    | 2:11:03  |

## Klasyfikacja medalowa
| Miejsce | Państwo    | Złote | Srebrne | Brązowe | Suma |
| ------- | ---------- | ----- | ------- | ------- | ---- |
| 1       | Szwajcaria | 3     | 2       | 2       | 7    |
| 2       | Norwegia   | 2     | 4       | 2       | 8    |
| 3       | Finlandia  | 2     | –       | –       | 2    |
| 4       | Rosja      | 1     | –       | –       | 1    |
| 5       | Szwecja    | –     | 2       | 2       | 4    |
| 6       | Francja    | –     | –       | 3       | 3    |